# Pseudolepturges
Pseudolepturges (лат.) — род усачей трибы Acanthocinini из подсемейства ламиин.

## Описание
Коренастые жуки с булавовидными бёдрам. От близких групп отличается следующими признаками: переднегрудь параллельно-сторонняя; надкрылья сзади сильно выпуклые, нижние доли глаз небольшие; боковой бугорок переднегруди расположен в задней трети.
В 2018 году в Боливии на дереве Triplaris americana (Гречишные), был обнаружен и описан вид Pseudolepturges triplarinus, по размеру, оранжево-желтоватому цвету и поведению внешне мимикрирующий муравьёв рода Pseudomyrmex  вида Pseudomyrmex  triplarinus, обитающих там же на дереве.

## Классификация и распространение
В составе рода 3 вида. Встречаются в Центральной (Гватемала) и Южной Америке (Боливия, Бразилия).
- Pseudolepturges caesius Monne & Monne, 2007 - Бразилия
- Pseudolepturges rufulus (Bates, 1885) (Lepturges) - Гватемала
- Pseudolepturges triplarinus Nascimento & Perger, 2018 - Боливия